# Galeria da Cidade (Wellington)
A Galeria da Cidade é uma galeria de arte em Wellington, Nova Zelândia. A Galeria da Cidade é operada pela Wellington Museums Trust com fundos principalmente vindos da Câmara Municipal de Wellington.

## Exposições
Localizada na Civic Square (ou Praça Cívica), a Galeria de Arte não tem exposições permanentes e organiza várias exposições temporárias.
Exposições importantes incluem Parihaka: A Arte da Resistência Passiva, A Exposição do Século: Mestres Modernos do Museu Stedelijk, Amesterdão, Techno Maori: Arte Maori na Era Digital, e Nova Arte Nova Zelândia.
Várias obras de vários artistas internacionais como Tracey Emin, Keith Haring, Rosalie Gasgoine, Frida Kahlo e Diego Rivera, Robert Mapplethorpe, Tracey Moffatt, Sidney Nolan, Patricia Piccinini, Pierre et Giles, Bridget Riley, Sam Taylor Wood, Salla Tykkä, Stanley Spencer, Wim Wenders, assim como de artistas neozelandeses como Laurence Aberhart, Rita Angus, Shane Cotton, Tony Fomison, Bill Hammond, Ralph Hotere, Ronnie van Hout, Melvin Day e Boyd Webb passaram pela galeria.